# 1988 год в истории метрополитена
В этой статье перечисляются основные  события из истории метрополитенов в 1988 году. Полужирным шрифтом выделены открытия новых транспортных систем.

## События
- 24 марта — открыты 2 станции Мюнхенского метрополитена: «Фриденхаймер Штрассе» и «Лаймер Плац». В Мюнхене теперь 53 станции.
- 7 мая — открыт участок Heinrich-Heine-Allee — Hauptbahnhof Дюссельдорфского метрополитена.
- 19 августа — открыты 50-я и 51-я станции Ленинградского метрополитена «Озерки» и «Проспект Просвещения».
- 7 сентября — начало строительства Алматинского метрополитена.
- 26 октября — открыты 3 станции Пражского метрополитена: «Новэ Бутовице», «Йинонице» и «Радлицка». В тот же день станция «Космонавтов» получила современное название.
- 27 октября:
  - открыты 3 станции Мюнхенского метрополитена: «Леэль», «Макс-Вебер-Плац», «Остбанхоф».
  - открыта шестая линия  Мюнхенского метрополитена с 4 станциями: «Принцрегентенплац», «Бёмервальдплац», «Рихард-Штраус-Штрассе», «Арабеллапарк». В столице Баварии 60 станций.
- 31 декабря — открыты станции Серпуховской линии Московского метрополитена: Цветной Бульвар, Менделеевская, Савёловская.